# Светлицкий, Валерий Григорьевич
Вале́рий Григо́рьевич Светли́цкий (31 августа 1938, Таганрог — 13 апреля 2018, Москва) — советский и российский художник.

## Биография
Валерий Светлицкий родился 31 августа 1938 года в Таганроге.
Брал частные уроки рисования и живописи у В. Я. Григорьевой. С 1961 по 1967 год учился в Московском государственном художественном институте им. В. И. Сурикова. В 1969 году в Москве вступил в Союз художников СССР.
Работы находятся в музеях и частных собраниях России, Англии, Франции, Швейцарии, Голландии, Канады, Германии, Америки, Италии, Ливана, Турции, Японии, Чехословакии.
Умер 13 апреля 2018 года в Москве. Отпевание прошло в Храме Спаса Преображения на Болвановке.

## Персональные выставки
- 2018 — «Поля напряжений». Галерея АЗ, Москва.[5][6]

## Цитаты
- «Искусство Валерия Светлицкого трудно отнести к определённому конкретному направлению. Несомненно ему близок абстрактный экспрессионизм… Работы В. Светлицкого предполагают углубленную медитацию, сосредоточенность, что, в частности, стимулируется и самим рукотворным „священнодействием“ художника, характером прикосновения кисти к холсту. Каждый мазок его живописи — как след авторского дыхания, свидетельство течения мысли и чувства, топографии переживания. Не предметы и не их осколки, не фрагменты материализованных идей занимают художника, но потаенные скрытые связи, „поля напряжения“, образующиеся меж ними» — Виталий Пацюков.